# 瀧川一郎
瀧川一郎（たきがわ いちろう、1968年1月5日 - ）は、日本のギタリスト、ソングライター。京都市出身。京都市立岡崎中学校卒業。曾祖母、祖母、母、という家族の中で育つ。

## 概要
中学在学時から師匠と慕う　広瀬さとしJIMMYが所属する44MAGNUMのローディーに自ら志願してなる。
1983年、D'ERLANGER結成。
1984年、D'ERLANGERのギタリストCIPHERとしてステージに立つ。
1990年、D'ERLANGERでメジャー・デビュー。同年、解散。
1992年、瀧川一郎の名でBODYを結成。
1994年、BODYで再デビュー、半年で解散。同年、CRAZEを結成。
1995年、CRAZEで再々デビュー。
2006年、CRAZE解散。解散後は吉川晃司のサポートなどをしていた。
2007年、D'ERLANGER再結成、再びCIPHERを名乗る。

## 人物
- 出生姓は浜村であり幼い頃に両親が離婚し、母方の瀧川姓となる。本人曰く「生まれた時は浜村一郎とか言うイモみたいな名前やった」
- “CIPHER”という名前の由来は、成田美名子の漫画『CIPHER』からである[1]。
- D'ERLANGER（第一期）では、作曲のほか、一部作詞もしていた。kyo加入後は主に作曲を担当している。
- 瀧川へのリスペクトを公言しているギタリストにINORAN（LUNA SEA）、Die（Direngrey）、利華（ROUAGE）、KEN（D-SHADE）、Karyu（D'espairsRay）など後続のヴィジュアル系ミュージシャンに限らず44MAGNUMローディーの同輩の臣（元黒夢、VINYL）、瀧川と同じく京都出身の TAKUYA（元JUDY AND MARY）なども影響を公言している。
- かつての愛車はマツダ・RX-7（FD3S型）のRE雨宮コンプリートカーであり、盟友の菊地哲や加藤純也（元REACTION、元GRAND SLAM）は走り屋仲間でもあった。瀧川の愛車は菊地の愛車と共にBodyやCRAZE時代のライブビデオや音楽雑誌にも登場していたが、自動車雑誌Optionへの掲載、東京オートサロン展示など、自動車界隈でも知られた存在だった。

## バンド歴
- D'ERLANGER（1983年 - 1990年、2007年 - ）
- Body（1992年 - 1994年）
- CRAZE（1994年 - 2006年）